# Charles Barbier
Nicolas-Charles-Marie Barbier de la Serre (Valenciennes, 18 de maio de 1767 — Paris, 29 de abril de 1841) foi um capitão no Exército Francês durante o início do século XIX.
Barbier era um oficial de artilharia e passava muito tempo na linha da frente, onde tinha que usar uma lamparina para escrever/ler as mensagens que recebia/enviava durante a noite, o que tornava-se muito perigoso por que corriam o risco de se expor ao fogo inimigo. Por esse motivo Barbier criou um código que consistia numa série de pontos salientes numa folha de papel, que podia ser utilizado para comunicar silenciosamente e sem luz em batalha, conhecido como sonografia. No entanto, o sistema foi rejeitado pelos militares, que o consideraram demasiado complicado.[carece de fontes?]
Em 1823, Barbier visitou o Instituto Nacional dos Jovens Cegos em Paris, onde o seu sistema foi bem recebido. Entre os alunos que assistiram a esta apresentação encontrava-se Louis Braille, então com catorze anos, que se interessou pelo sistema e apresentou algumas sugestões com vista ao seu aperfeiçoamento. Face à recusa de Barbier em fazer quaisquer alterações ao seu sistema, Braille modificou o sistema ele próprio e criou o sistema de escrita padrão para deficientes visuais usado até aos dias de hoje, o Braille.